# Camptoptera saintpierrei
Camptoptera saintpierrei är en stekelart som beskrevs av Girault 1915. Camptoptera saintpierrei ingår i släktet Camptoptera och familjen dvärgsteklar. Inga underarter finns listade.